# Baía de Maim
A baía de Maim (em inglês: Mahim Bay) é uma baía do mar Arábico situada na cidade de Bombaim, Índia. Deve o seu nome à antiga ilha de Maim, situada na margem oriental. A norte situa-se a área urbana de Worli (a que os portugueses chamavam Varel), a sul situa-se Bandra (em português: Bandorá) e a oeste a baía abre-se para o mar Arábico.
A baía recebeu o seu nome depois das ilhas de Maim e Salsete terem sido artificialmente unidas no início do século XIX (o território de Bombaim era originalmente um arquipélago). O rio Mithi, que constitui a fronteira entre a cidade de Bombaim propriamente dita e os seus subúrbios, desagua na ribeira de Maim (Mahim Creek), que por sua vez desagua na baía.
Durante o período colonial português, os portugueses construíram uma torre de vigia chamada Castelo da Aguada (ou Forte de Bandra, atualmente Castella de Aguada) na parte nordeste da baía. Mais tarde os britânicos construíram o Forte de Worli a sul e o Forte de Maim junto à ribeira homónima para defenderem as sete ilhas de Bombaim contra os ataques dos portugueses e dos maratas. A baía ainda conserva uma pequena população indígena de pescadores conhecidos como kolis. 
A baía é atravesssada pela ponte Bandra–Worli Sea Link (oficialmente Rajiv Gandhi Sea Link), inaugurada em 2009.